# Макаров, Олег Анатольевич
Олег Анатольевич Макаров (укр. Олег Анатолійович Макаров; 24 июля 1965, Киев — 29 октября 2024) — украинский юрист и политик. Депутат Киевского городского совета VIII созыва, Народный депутат Украины 9-го созыва от партии «Голос».

## Биография
Окончил аспирантуру Киевского университета им. Шевченко, Институт международных отношений, кафедра международного права.
В 2013 году получил степень MBA в Эдинбургской бизнес-школе Университета Хериот-Ватт (Эдинбург, Великобритания).
С 1992 года — управляющий партнер, руководитель юридического подразделения юридической фирмы.
С 2007 года — заместитель председателя Дисциплинарной палаты Киевской городской квалификационно-дисциплинарной комиссии адвокатуры и член правления общественной организации «Ассоциация юристов Украины».
С 2015 года — член этической комиссии «Ассоциации юристов Украины».
С 2015 года — депутат Киевского городского совета VIII созыва, председатель постоянной комиссии Киевского городского совета по вопросам регламента и депутатской этики.
С 2019 года — Народный депутат Украины 9-го созыва от партии «Голос». Секретарь Комитета Верховной Рады по вопросам правовой политики.
Умер 29 октября 2024 года в возрасте 59 лет.